# 후나오카역 (교토부)
후나오카역(일본어: 船岡駅, ふなおかえき)은 일본 교토부 난탄시에 있는 서일본 여객철도의 철도역이다.

## 역 구조
섬식 1면 2선 구조의 고가역으로, 교행 시설이 갖추어져 있다. 니시마이즈루역이 관리하는 무인역으로, 별도의 역사는 없다.

### 승강장
| 1·2 | ■ 산인 본선 | 상행 | 소노베 · 교토 방면                        |
| 1·2 | ■ 산인 본선 | 하행 | 아야베 · 히가시마이즈루 · 후쿠치야마 방면 |

## 역사
- 1953년 10월 10일 - 일본국유철도 산인 본선 소노베 역 ~ 도노다 역 사이에 신설 개업.
- 1987년 4월 1일 - 민영화에 따라 서일본 여객철도의 소속이 되었다.
- 2021년 3월 13일 - 교통카드 ICOCA의 사용이 개시될 예정이다.

## 인접역
| 서일본 여객철도 산인 본선 | 서일본 여객철도 산인 본선 | 서일본 여객철도 산인 본선         |
| ------------------------- | ------------------------- | --------------------------------- |
| 소노베 교토 방면          | ■ 산인 본선               | 히요시 기노사키온센·하마사카 방면 |